# Сулевр-ан-Бокаж
Сулевр-ан-Бокаж (фр. Souleuvre en Bocage) — муніципалітет у Франції, у регіоні Нижня Нормандія, департамент Кальвадос. Сулевр-ан-Бокаж утворено 1 січня 2016 року шляхом злиття муніципалітетів Больє, Ле-Бені-Бокаж, Бюр-ле-Мон, Кампо, Карвіль, Етуві, Ла-Ферр'єр-Аран, Ла-Граврі, Маллуе, Монтамі, Мон-Бертран, Моншове, Ле-Рекюле, Сен-Дені-Мезонсель, Сент-Марі-Ломон, Сен-Мартен-де-Безас, Сен-Мартен-Дон, Сент-Уан-де-Безас, Сен-П'єрр-Тарантен i Ле-Турнер. Адміністративним центром муніципалітету є Ле-Бені-Бокаж. Населення — 8745 осіб (01.01.2021).